# Otryt (pasmo górskie)
Otryt – masyw górski w Bieszczadach Zachodnich (czasem zaliczane do Gór Sanocko-Turczańskich) położone na północ od doliny Sanu; najwyższym szczytem jest Trohaniec (939 m n.p.m.). Otryt to długi, prosty grzbiet o długości ok. 18 km, porośnięty lasami jodłowo-bukowymi, przez co brak na nim punktów widokowych.
Zimą, na przełomie 1914 i 1915 roku,  trwały tu ciężkie walki armii austro-węgierskiej z atakującymi oddziałami carskimi.
Na grzbiecie Otrytu, w miejscu, w którym przed wojną istniał przysiółek Otryt Górny, działa schronisko studenckie o nazwie Chata Socjologa. Wybudowane w latach 1972–1973, spłonęło 13 stycznia 2003, jednak szybko zostało odbudowane i ponownie działa od 14 listopada 2003. Masyw opasują utwardzone drogi stokowe, które mimo ścisłego rezerwatu nadal służą do zwożenia drewna. Otryt jest obszarem chronionym przez Park Krajobrazowy Doliny Sanu, ponadto na jego południowych stokach znajdują się rezerwaty przyrody Hulskie i Krywe. Masyw jest zbudowany ze skał fliszowych tworzących płaszczowinę śląską.
Grzbietem Otrytu przebiega niebieski szlak turystyczny:
- Polana – Hulskie – Otryt Górny – Dwernik

Do Chaty Socjologa prowadzi również szlak zielony:
- Lutowiska – Chata Socjologa